# Matas Jucikas
Matas Jucikas (Šilutė, 10 febbraio 1994) è un cestista lituano.

## Biografia
È il fratello minore di Julius Jucikas, anch'egli cestista.